# Seydelia celsicola
Seydelia celsicola är en fjärilsart som beskrevs av De Toulgoët 1976. Seydelia celsicola ingår i släktet Seydelia och familjen björnspinnare. Inga underarter finns listade i Catalogue of Life.